# Iglesia de San Sebastián (Cuéllar)
La iglesia de San Sebastián fue un templo de culto católico bajo la advocación de San Sebastián ubicado en la villa segoviana de Cuéllar (Castilla y León). 
Debió surgir hacia el siglo XII, y formaría parte del amplio conjunto de arquitectura mudéjar de Cuéllar. La primera noticia de la parroquia de San Sebastián data del año 1272, en un documento conservado en el Archivo Parroquial de Cuéllar. Estaba situada en la parte baja de la villa, cerca del monasterio de Santa Clara, a la iglesia y hospital de San Lázaro y relativamente cerca de la iglesia de San Juan.
Durante su existencia fue una parroquia pobre y de escasa vecindad, tal y como se desprende de los tributos y diezmos que hacía a la iglesia. Este pudo ser el motivo para que desapareciese en el siglo XVII, siendo anexada primero a la parroquia del Salvador y más tarde a la parroquia de Santa María de la Cuesta.
De su fábrica se conserva únicamente la torre, que fue desmochada en el siglo XX y adaptada a la vivienda que se construyó adosada a ella. Teniendo en cuenta la distribución de la mayoría de las iglesias de Cuéllar, su nave principal se extendería en lo que actualmente es la carretera de Segovia, dejando a los pies del templo la torre. Se desconocen los ornamentos que existían en su interior, aunque se supone que la talla de San Sebastián que se conserva hoy día en la iglesia de Santa María de la Cuesta fuera la imagen que presidía el retablo del altar mayor de la iglesia.